# مخطوطة كروسبي-شوين 193
مخطوطة كروسبي-شوين (المعروفة بالرقم MS 193؛ وأيضًا باسم مخطوطة كروسبي، أو مخطوطة ميسيسيبي القبطية الأولى، أو مخطوطة سافري) هي مخطوطة توراتية مصرية قديمة تعود إلى القرن الثالث الميلادي مكتوبة باللغة القبطية على ورق البردي. أُنشئَت هذه المخطوطة في الإسكندرية ، وتتكون من 104 صفحة (في 52 ورقة)، وتحتوي على أقدم النسخ الكاملة الباقية من سفر يونان ورسالة بطرس الأولى، بالإضافة إلى احتوائها على سفر الفصح [الإنجليزية]، وجزء من سفر المكابيين الثاني (5: 27 إلى 7: 41)، وعظة عيد الفصح. يُعتبر مثالًا مبكرًا للانتقال من المخطوطة إلى المخطوطة.
تعد مخطوطة كروسبي-شوين جزءًا من مجموعة من البرديات المعروفة باسم برديات بودمر [الإنجليزية]، وكانت في السابق محفوظة لدى جامعة ميسيسيبي ، تليها مجموعة شوين لمارتن شوين [الإنجليزية] في أوسلو. ومن المقرر أن يتم عرض المخطوطة في مزاد مجموعة شوين الذي تنظمه دار كريستيز في 11 حزيران 2024.

## الاكتشاف والمصدر
تم اكتشاف المخطوطة، كجزء من برديات بودمر، في عام 1952 عند قاعدة جرف جبل أبو منة، 12 كـم (7.5 ميل) مدينة هرمزكان. شرق مكتبة نجع حمادي مدفونة في جرة في الرمال. تُعرف المجموعة أيضًا باسم أوراق ديشنا .  
كان يملكها حسن محمد السمان ورياض جرجس فام، ثم فوسيون ج. تانو عام 1952. وقد انتقلت هذه النسخة إلى يد السلطان ماجد ساميدا قبل أن تستحوذ عليها جامعة ميسيسيبي في عام 1955 عن طريق تبرع لوسيوس أولين ومارجريت ريد كروسبي [الإنجليزية] (وسُميت مخطوطة ميسيسيبي القبطية الأولى عليه). ظلت المخطوطة بحوزة جامعة ميسيسيبي حتى عام 1981، ثم انتقلت بعد ذلك إلى هانز ب. كراوس (1981-1983)، وفينسور ت. سافري (1983-1988)، ثم إلى شوين بعد مزاد في دار سوثبي للمزادات في 12 يونيو 1988.
تم تقسيم المخطوطة إلى قسمين في عام 1952، وتم الحصول على 41 جزءًا منها منذ البداية وفهرستها بواسطة مارتن بودمر ، حتى تم نقلها إلى مقتنيات البروفيسور ويليام إتش ويليس في عام 1967. لقد تم إدخالها إلى مجموعة جامعة ديوك ، المصنفة بعنوان (P.Duk.inv.C125). في نيسان 1990، استحوذ عليها شوين عبر التبادل وتم إعادة توحيد الأجزاء في يونيو 1990. 
وقد عُرضت للعامة من 3 يونيو إلى 14 يوليو 1996، في معرض الحفاظ على الوصول: الأصول والنسخ، الذي أقيم في المكتبة الوطنية النرويجية [الإنجليزية] احتفالاً ببرنامج ذاكرة العالم الذي أطلقته اليونسكو . 
تم بيع المخطوطة في لندن بواسطة دار كريستيز في 11 يونيو 2024. تم حفظ المخطوطة في زجاج شبكي وصندوقين خشبيين قابلين للقفل، وكان سعر البيع المقدر يتراوح بين 2-3 ملايين جنيه إسترليني (2.6-3.8 مليون دولار أمريكي)،   وتم بيع المخطوطة أخيرًا مقابل 3.065 مليون جنيه إسترليني (3.93 مليون دولار أمريكي). 

## الوصف
يبلغ قياس المخطوطة 15.2 سـم × 14.7 سـم (6.0 بوصة × 5.8 بوصة) الأصل، كان من المقدر أن يحتوي الكتاب على 136 صفحة، مع تقليص العشرات من الصفحات بمرور الوقت، وخاصة في البداية والنهاية. كانت مصنوعة من ورق البردي، وكانت مكونة من 35 ورقة. كتب الكاتب النص بقلم خشن، مما أدى إلى ظهور خط عريض كبير. يُعتقد أن المخطوطة كانت تستخدم في المقام الأول ككتاب قراءات. وباستخدام تأريخ الكربون المشع، يُعتقد أن المخطوط كُتب في القرن الثالث.
مكتوبة باللغة القبطية الصعيدية، ويعتقد أنها كتبت بواسطة كاتب واحد، ومثل غيرها من قطع برديات بودمر، فهي جزء من مكتبة فريدة تحتوي على مزيج من الأدب الكلاسيكي، والأسفار غير القانونية، والشريعة التوراتية، والرياضيات، والمراسلات الشخصية للدير المحلي، والرهبنة الباخومية.
وقد دفن الرهبان النص مع بقية مجموعة بودمر في القرن السابع في فرة وقعت حوالي الخلافة الراشدة، لا يُعلم بالضبط متى وهل كانت قبل أو بعد فتح مصر، حيث ظل في مكانه حتى اكتشافه، وعُزي الحفاظ عليه إلى المناخ الجاف والجاف في صعيد مصر.
يصف يوجينيو دونادوني، المتخصص في المخطوطات لدى كريستيز، النص بأنه "أقدم شاهد على التطور في النقل الثقافي والنصي" والذي "لن ينافسه أحد في الأهمية حتى ظهرت مطبعة جوتنبرج " وأن "أقدم الرهبان في صعيد مصر، في أقدم دير مسيحي، كانوا يستخدمون هذا الكتاب ذاته للاحتفال بأقدم احتفالات عيد الفصح".

## طالع أيضًا
- ترجمات الكتاب المقدس إلى اللغة القبطية
- مخطوطة الكتاب المقدس
- مكتبة بودمر [الإنجليزية]